# Euphorbia larranagae
Euphorbia larranagae es una especie de fanerógama perteneciente a la familia de las euforbiáceas. Es originaria de los Balcanes.

## Taxonomía
Euphorbia larranagae fue descrita por Robertus Cornelis Hilarius Maria Oudejans y publicado en Phytologia 67: 46. 1989.
Etimología
Euphorbia: nombre genérico que deriva del médico griego del rey Juba II de Mauritania (52 a 50 a. C.-23), Euphorbus, en su honor —o en alusión a su gran vientre— ya que usaba médicamente Euphorbia resinifera. En 1753 Carlos Linneo asignó el nombre a todo el género.
larranagae: epíteto otorgado en honor del botánico uruguayo Dámaso Alonso Larrañaga (1771-1848).
Sinonimia
- Euphorbia rupestris Larrañaga[5][6]